# فرانز هاوزر
فرانز هوزر (بالألمانية: Franz Hauser)‏ هو مغني أوبرا وأستاذ جامعي ومغني نمساوي، ولد في 12 يناير 1794 في Krasovice ‏ في التشيك، وتوفي في 14 أغسطس 1870 في فرايبورغ في ألمانيا.